# Edward Maj
Edward Maj (ur. 29 września 1893 w Częstochowie, zm. 7 kwietnia 1967 w Krakowie) – polski kompozytor, określany mianem Polskiego Króla Marszów. 

## Życiorys
Edward Maj od dzieciństwa wykazywał zainteresowania w dziedzinie muzyki. W wieku 7 lat rozpoczął naukę gry na skrzypcach. W wieku 15 lat rozpoczął naukę w częstochowskiej szkole muzycznej. Jednocześnie był członkiem Małej Orkiestry Symfonicznej prof. Neussera, w której był skrzypkiem, później zaś Zastępcą Dyrygenta. Mając 18 lat zostaje dyrygentem Małej Orkiestry Salonowej w Zawierciu oraz Orkiestry Dętej, w 1920 objął stanowisko kapelmistrza 5 batalion saperów w Krakowie. Od 1930 podjął obowiązki dyrygenta krakowskiej Orkiestry Miejskiej, która uczestniczyła we wszystkich najważniejszych uroczystościach miasta. Pod batutą Edwarda Maja, Orkiestra odprowadziła na miejsca wiecznego spoczynku na  Wawel marszałka Józefa Piłsudskiego (w 1935) oraz Karola Szymanowskiego (w 1937) na  Skałkę, a w 1947 na miejsce wiecznego spoczynku na  cmentarz Salwatorski wybitnego polskiego aktora i reżysera Juliusza Osterwę. Wybuch wojny w 1939 przerywa jego działalność, lecz po wojnie Edward Maj znów wraca o funkcji dyrygenta aż do roku 1952. 
Skomponował wiele marszów m.in. P.O.S. (Państwowa Odznaka Sportowa), Odwach, Apel Strzelecki, Laur żołnierski, Prezydent, Na falach eteru, Żałobny, Krakus, Cześć Krakowowi i Pod Ratuszem. 
Edward Maj zmarł 7 kwietnia 1967 w Krakowie i spoczywa na starym cmentarzu Rakowickim.